# Judo na Igrzyskach Ameryki Środkowej i Karaibów 2023
Turniej judo na igrzyskach Ameryki Środkowej i Karaibów odbył się w dniach 24-27 czerwca 2023 roku na terenie Gimnasio Nacional José Adolfo Pineda w San Salvadorze.

## Klasyfikacja medalowa
Gospodarz zawodów został zaznaczony kolorem.
| Miejsce | Państwo    |    |    |    | Razem |
| ------- | ---------- | -- | -- | -- | ----- |
| 1       | Kuba       | 9  | 3  | 2  | 14    |
| 2       | Wenezuela  | 2  | 2  | 6  | 10    |
| 3       | Kolumbia   | 2  | 1  | 6  | 9     |
| 4       | Meksyk     | 1  | 3  | 5  | 9     |
| 5       | Portoryko  | 1  | 1  | 2  | 4     |
| 6       | Dominikana | 0  | 4  | 5  | 9     |
| 7       | Jamajka    | 0  | 1  | 0  | 1     |
| 8       | Kostaryka  | 0  | 0  | 2  | 2     |
| 9       | Salwador   | 0  | 0  | 1  | 1     |
| .       | Panama     | 0  | 0  | 1  | 1     |
| Razem   | Razem      | 15 | 15 | 30 | 60    |

## Medaliści

### Mężczyźni
| Konkurencja:    | Złoto: | Srebro: | Brąz: |
| −60kg           | Iván Salas | Ashley McKenzie | Sebastian Sancho Bernabe Vergara |
| −66kg           | Orlando Polanco | Robin Jara | Willis García Juan Hernández |
| −73kg           | Magdiel Estrada | Antonio Tornal | Sergio Mattey Gilberto Cardoso |
| −81kg           | Adrián Gandía | Jorge Martínez | Medickson del Orbe Samuel Ayala |
| −90kg           | Iván Silva | Robert Florentino | Diego Díaz Daniel Paz |
| −100kg          | Francisco Balanta | Liester Cardona | Alexis Esquivel Juan Turcios |
| Ponad 100kg     | Andy Granda | Sergio del Sol | José Nova Luis Amezquita |
| Drużynowo Mikst | Kuba · Maylin Del Toro · Idelannis Gomez · Kaliema Antomarchi · Idalys Ortíz · Yurisleydis Hernandez · Arnaes Odelin · Orlando Polanco · Magdiel Estrada · Jorge Martinez · Ivan Silva · Liester Cardona | Dominikana · Antfernee Pepin · Elmert Ramirez · Antonio Tornal · Medickson Del Orbe · Robert Florentino · Ariel Lorenzo · Jose Nova · Ana Rosa · Coral Velasquez · Katherine Otano · Creymailin Valdez · Moira Morillo · Eiraima Silvestre | Kolumbia · Brigitte Carabali · Brenda Olaya · Arkangel Barboza · Francisco Balanta · Daniel Paz · Maria Villalba · Luisa Bonilla · Juan Hernandez · Wenezuela · Luis Amezquita · Ivan Salas · Elvismar Rodriguez · Antonio Rodriguez · Sergio Mattey · Kady Cabezo · Jonhelius Patete · Carlos Paez · Amarantha Urdaneta · Fabiola Diaz |

### Kobiety
| Konkurencja: | Złoto:                | Srebro:           | Brąz:                            |
| −48kg        | Erika Lasso           | Edna Carrillo     | Zamarit Gregorio Maria Gimenez   |
| −52kg        | Yurisleydis Hernández | Paulina Martínez  | Francine Echevarría Fabiola Díaz |
| −57kg        | Arnaes Odelín         | Kady Cabezo       | María Villalba Ana Rosa          |
| −63kg        | Prisca Awiti          | Maylin del Toro   | Katherine Otano Cindy Mera Mera  |
| −70kg        | Elvismar Rodríguez    | María Pérez       | Idelannis Gómez Diana Brenes     |
| −78kg        | Kaliema Antomarchi    | Eiraima Silvestre | Brenda Olaya Sairy Colon         |
| Ponad 78kg   | Idalys Ortíz          | Brigitte Carabali | Moira Morillo Amarantha Urdaneta |